# Boerhavia wrightii
Boerhavia wrightii är en underblomsväxtart som beskrevs av Asa Gray. Boerhavia wrightii ingår i släktet Boerhavia och familjen underblomsväxter. Inga underarter finns listade i Catalogue of Life.